# Kirchberg (Regenstauf)
Kirchberg ist ein Gemeindeteil und eine Gemarkung des Marktes Regenstauf im Landkreis Regensburg (Oberpfalz, Bayern).

## Geographie
Das Pfarrdorf liegt etwa 10 km nordöstlich von Regenstauf und 3 km östlich des Regen.

## Geschichte
Die Kirche Mariä Himmelfahrt in Kirchberg wurde 1769/70 auf gotischer Bausubstanz erbaut. Ein Grabstein mit der Jahreszahl von 1344 wird als eine der ältesten Zeugen Kirchbergs angesehen.
Die Gemeinde Grafenwinn mit Kirchberg als Gemeindesitz entstand mit dem bayerischen Gemeindeedikt von 1818. Sie umfasste folgende Orte:
- Kirchberg (Pfarrdorf)
- Breitwies (Einöde)
- Danersdorf (Weiler)
- Elendhalbstraße (Einöde)
- Glapfenberg (Weiler, auch Glaffenberg)
- Gnadenhof (Weiler)
- Grafenwinn (Dorf)
- Greisberg (Einöde)
- Kreuth (Einöde)
- Rappershof (Einöde)
- Wiedenhof (Einöde)

Im Zuge der Gebietsreform in Bayern wurden am 1. Januar 1971 die Gemeinde und mit ihr Kirchberg nach Regenstauf eingegliedert.

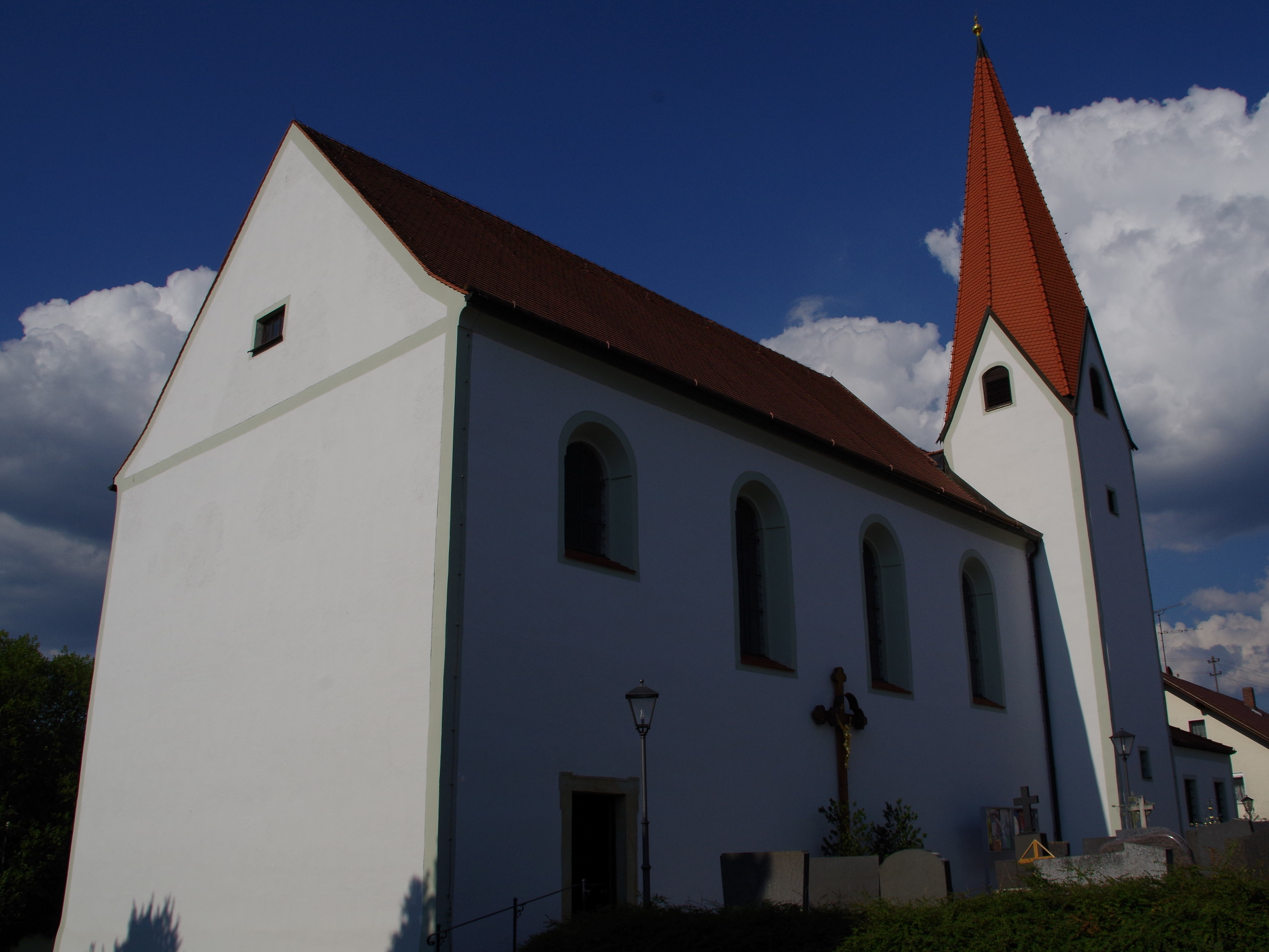
Mariä Himmelfahrt - Kirchberg

## Sehenswürdigkeiten
In der Liste der Baudenkmäler sind für Kirchberg die katholische Pfarrkirche Mariä Himmelfahrt und das Pfarrhaus aufgeführt.